# Lista de cidades de Alberta

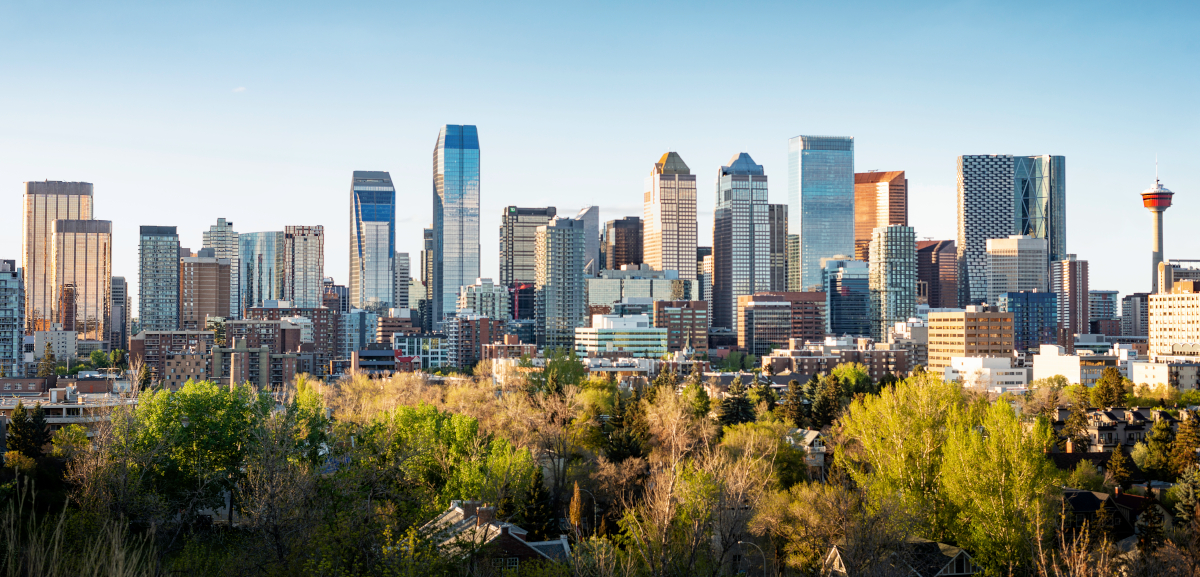
Calgary, uma cidade rica, é a líder canadense no setor de petróleo e gás natural. Com sua população de quase 1,1 milhão de habitantes, é maior cidade de Alberta e a terceira maior cidade do Canadá.

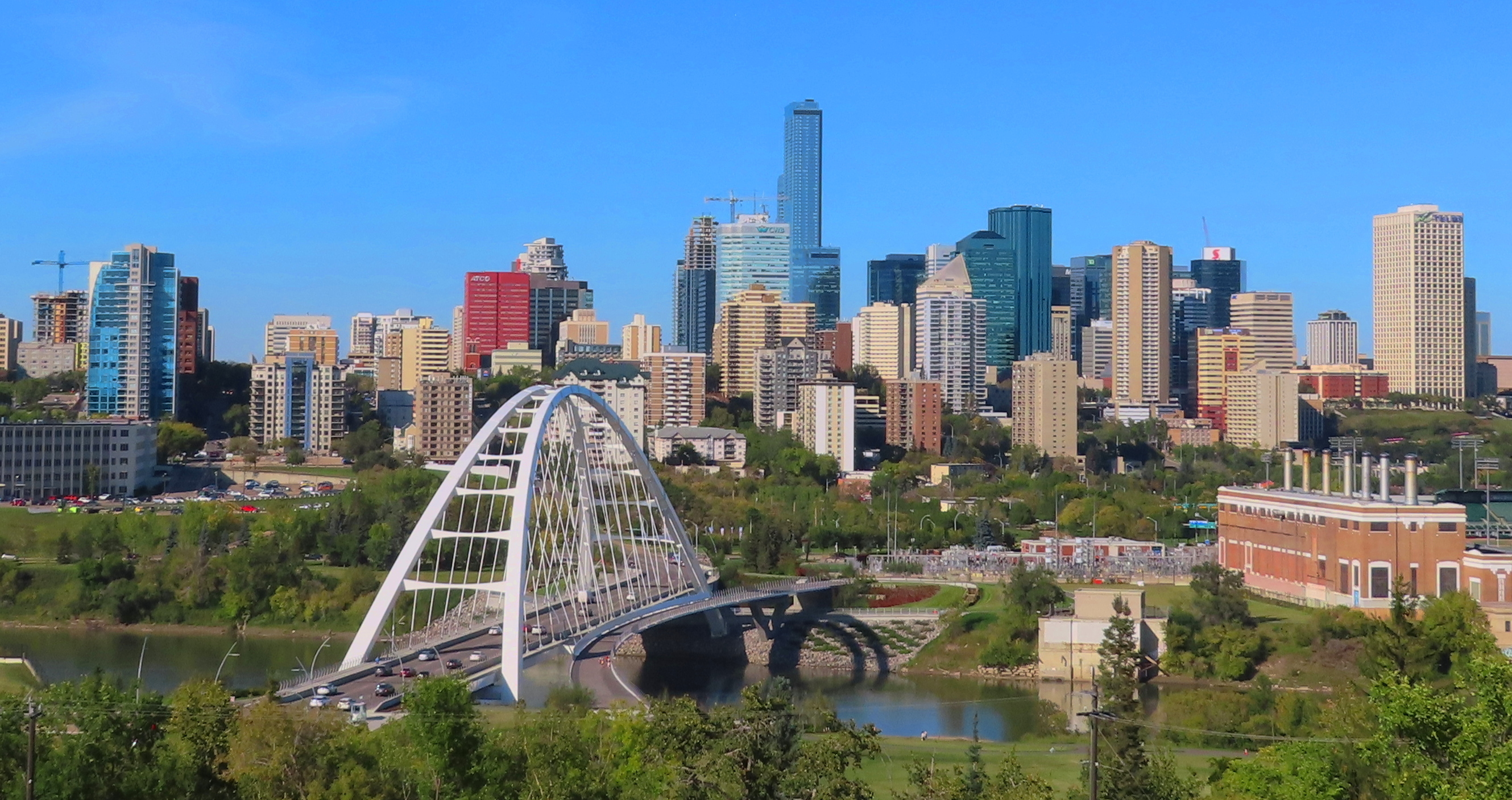
Edmonton, capital da província, com sua população de 1 milhão de habitantes, é segunda maior cidade de Alberta.

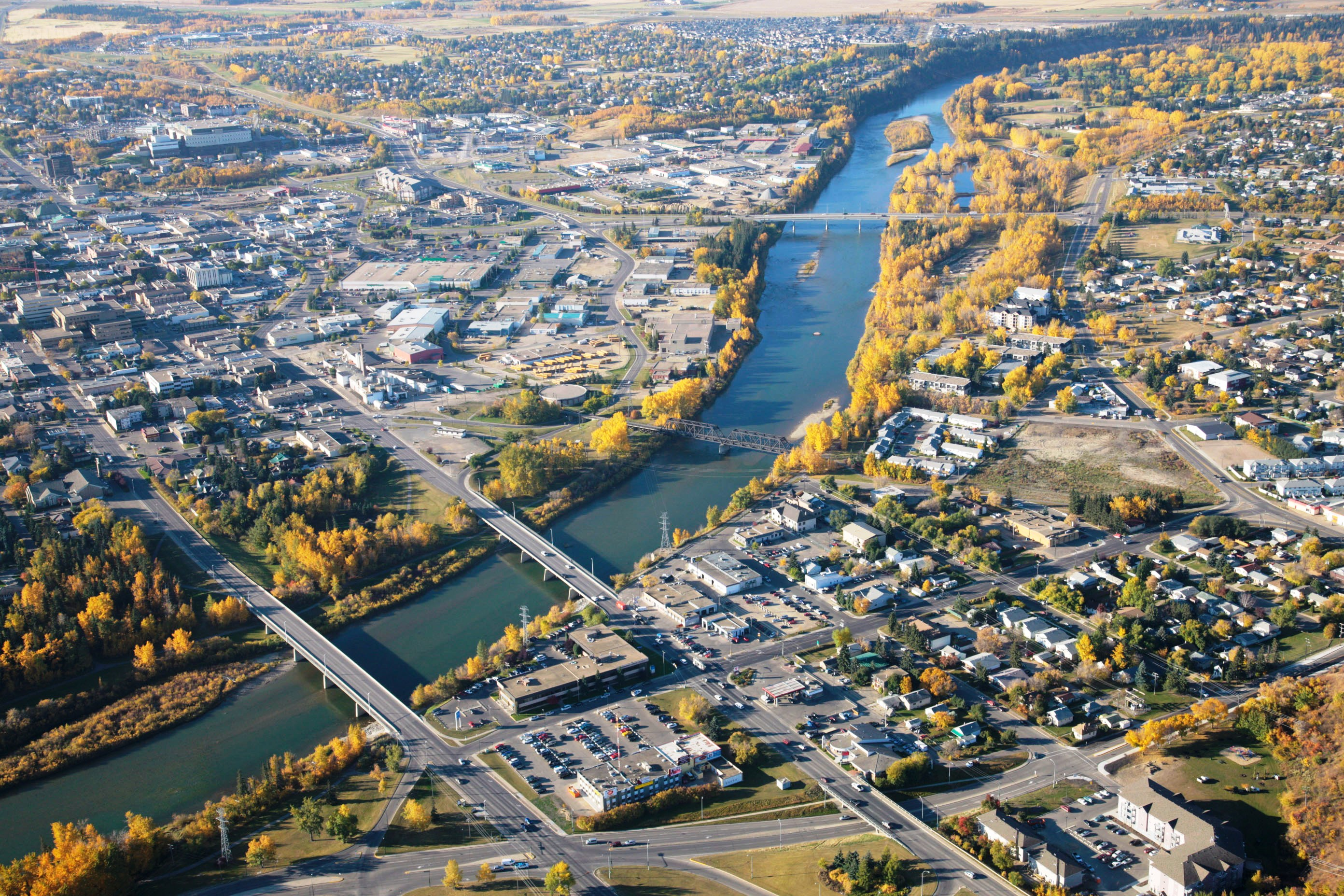
Red Deer, terceira maior cidade de Alberta. Sua população é de aproximadamente 100 mil habitantes.

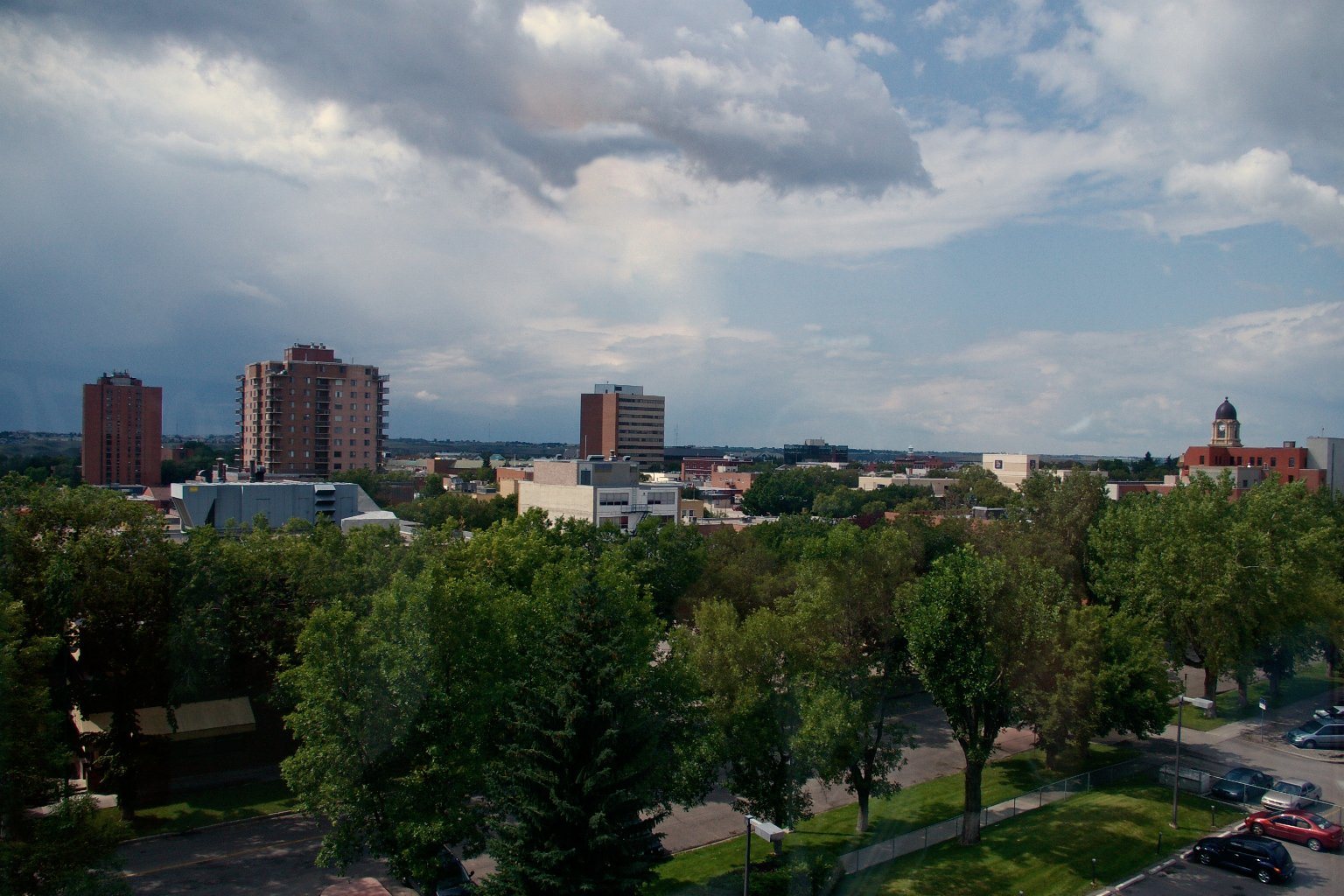
Lethbridge, quarta maior cidade de Alberta. População de 83,5 mil habitantes.

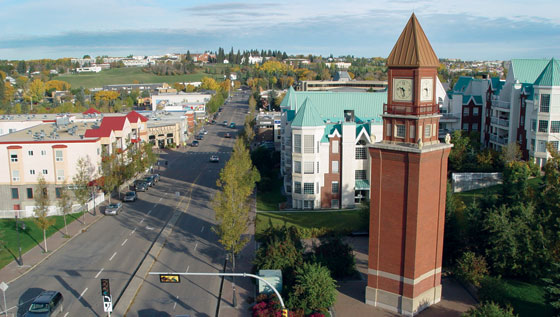
St. Albert é a quinta maior cidade de Alberta. Sua população é de aproximadamente, 61,4 mil habitantes.

O termo "cidade" é uma classificação de municípios usada na província canadense da Alberta. Uma localidade pode enviar sua solicitação de alteração de status para cidade quando a mesma atingir uma população de 10 mil habitantes, e os seus edifícios devem estar em parcelas de terra menores que 1.850 metros quadrados; com estes requisitos é possível aplicar para os Assuntos Municipais de Alberta concederem o status de cidade sob a autoridade da Lei do Governo Municipal. As solicitações para o estatuto de cidade são aprovadas através de ordens feitas pelo tenente-governador da província no conselho sob recomendação do Ministro dos Assuntos Municipais.
Alberta tem atualmente 18 cidades, que juntas, possuem uma população cumulativa de 2.474.510 habitantes (não incluindo a população na porção de Lloydminster em Saskatchewan) e uma população média de 137.472 habitantes de acordo com o censo de 2011. As maiores e menores cidades de Alberta são, respectivamente, Calgary com 1.096.833 habitantes, e Lacombe com população de 11.707 habitantes.
Chestermere é a 18ª e a mais recente localidade de Alberta a obter o status de cidade, foi incorporada em 1º de janeiro de 2015.
Autoridades municipais eleitas (18 prefeitos e 132 conselheiros, totalizando 150) fornecem a governança de cidades em toda a província.
As cidades mais densamente povoadas em Alberta são encontradas na Região da Capital Edmonton (e inclui Edmonton, Fort Saskatchewan, Leduc, Spruce Grove e St. Albert), e a Região de Calgary (que inclui Airdrie, Calgary e Chestermere).

## Administração
De acordo com a Parte 5, Divisão 1 da Lei do Governo Municipal (MGA), cada município criado sob a autoridade da MGA é governado por um conselho eleito. Como requisito da MGA, um conselho municipal consiste em um número ímpar de conselheiros, um dos quais é o principal executivo eleito (CEO) ou prefeito da cidade. Um conselho municipal consiste em sete vereadores por padrão, mas pode consistir em um número ímpar maior ou menor se o conselho aprovar um estatuto alterando seu tamanho (contanto que não seja composto por menos de três vereadores).
As câmaras municipais são governadas por um prefeito que é eleito em geral e um número par de conselheiros, resultando em um número ímpar de conselheiros para evitar votos empatados em questões do conselho. Para os conselheiros, um conselho da cidade pode estabelecer sistemas de alas, com vereadores eleitos em alas que são definidas como tendo aproximadamente a mesma população (distritos de um só sócio ou mais de um membro por distrito). Os eleitores escolhem um candidato a conselheiro concorrendo na ala em que vivem. Se nenhum sistema de custódia estiver em vigor, os conselheiros são eleitos de forma geral, assim como o prefeito.
Todos os vereadores são eleitos por voto popular de acordo com as disposições da Lei de Eleições de Autoridades Locais (LAEA). Os candidatos a prefeito ou vereador devem ser residentes de seu município por um período mínimo de seis meses consecutivos antes do dia da indicação. A última eleição municipal para todas as cidades, com exceção da cidade fronteiriça de Lloydminster, foi realizada em 21 de outubro de 2013. As eleições de Lloydminster estão alinhadas com o calendário eleitoral municipal da província de Saskatchewan.
Nos Assuntos Municipais de Alberta, um ministério do Gabinete de Alberta, é responsável pela coordenação de todos os níveis do governo local.
Os deveres administrativos das cidades incluem segurança pública, trânsito local, estradas, serviços de água, drenagem e coleta de lixo, bem como coordenação de infraestrutura com autoridades provinciais e regionais (incluindo construção de estradas, educação e saúde).

## Lista
| Nome              | Região             | Data de incorporação  | População (2011) | Área (km2) | Densidade populacional |
| ----------------- | ------------------ | --------------------- | ---------------- | ---------- | ---------------------- |
| Airdrie           | Região de Calgary  | 1 de janeiro de 1985  | 42,564           | 33.10      | 1,286.0                |
| Brooks            | Sul de Alberta     | 1 de setembro de 2005 | 13,676           | 18.19      | 751.9                  |
| Calgary           | Região de Calgary  | 1 de janeiro de 1894  | 1,096,833        | 825.29     | 1,329.0                |
| Camrose           | Centro de Alberta  | 1 de janeiro de 1955  | 17,286           | 42.50      | 406.7                  |
| Chestermere       | Região de Calgary  | 1 de janeiro de 2015  | 14,824           | 32.64      | 454.1                  |
| Cold Lake         | Centro de Alberta  | 1 de outubro de 2000  | 13,839           | 59.30      | 233.4                  |
| Edmonton          | Região de Edmonton | 8 de outubro de 1904  | 812,201          | 684.37     | 1,186.8                |
| Fort Saskatchewan | Região de Edmonton | 1 de julho de 1985    | 19,051           | 48.12      | 395.9                  |
| Grande Prairie    | Norte de Alberta   | 1 de janeiro de 1958  | 55,032           | 72.80      | 755.9                  |
| Lacombe           | Centro de Alberta  | 5 de setembro de 2010 | 11,707           | 20.89      | 560.3                  |
| Leduc             | Região de Edmonton | 1 de setembro de 1983 | 24,279           | 36.97      | 656.7                  |
| Lethbridge        | Sul de Alberta     | 9 de maio de 1906     | 83,517           | 122.36     | 682.6                  |
| Lloydminster      | Centro de Alberta  | 1 de janeiro de 1958  | 18,032           | 24.19      | 745.6                  |
| Medicine Hat      | Sul de Alberta     | 9 de maio de 1906     | 60,005           | 112.01     | 535.7                  |
| Red Deer          | Centro de Alberta  | 25 de março de 1913   | 90,564           | 104.29     | 868.4                  |
| Spruce Grove      | Região de Edmonton | 1 de março de 1986    | 26,171           | 32.37      | 808.6                  |
| St. Albert        | Região de Edmonton | 1 de janeiro de 1977  | 61,466           | 48.27      | 1,273.4                |
| Wetaskiwin        | Centro de Alberta  | 9 de maio de 1906     | 12,525           | 18.20      | 688.2                  |
| Total             | —                  | —                     | 2,474,510        | 2.335,86   | 1.059,4                |